# Lastovo (miasto)
Lastovo (wł. Lagosta, niem. Augusta, łac. Augusta Insula, gr. Ladestanos, iliryjskie Ladest) – wieś w Chorwacji, w żupanii dubrownicko-neretwiańskiej, w gminie Lastovo. Leży w północnej części wyspy o tej samej nazwie. W 2011 roku liczyła 350 mieszkańców.

## Galeria zdjęć

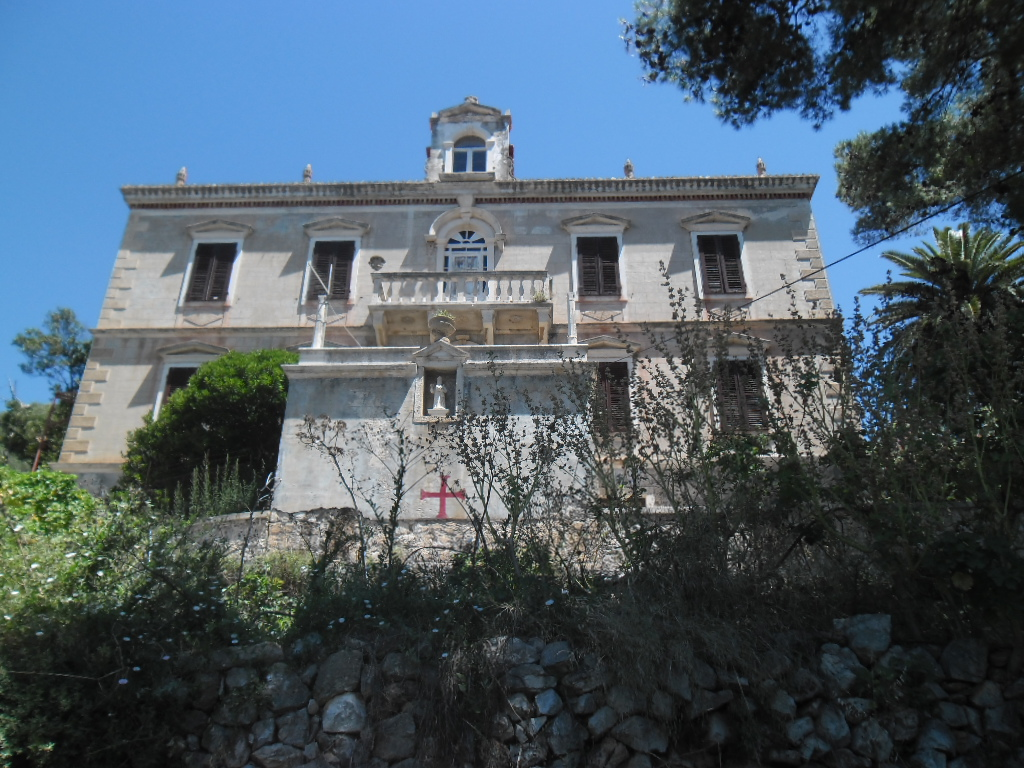
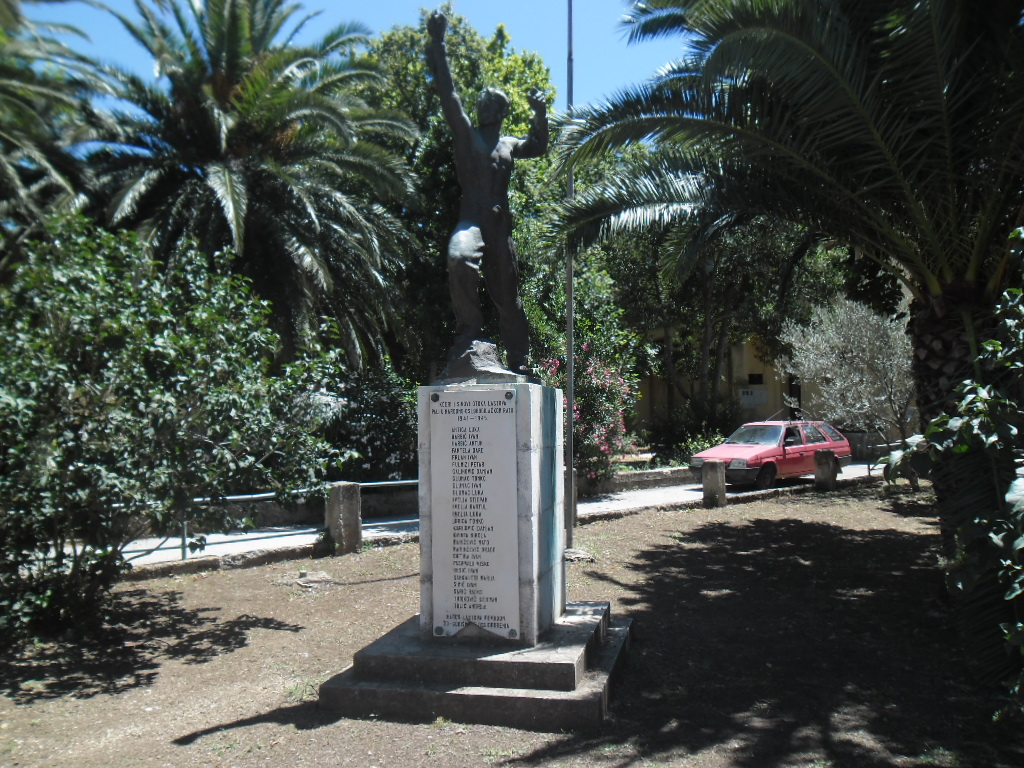
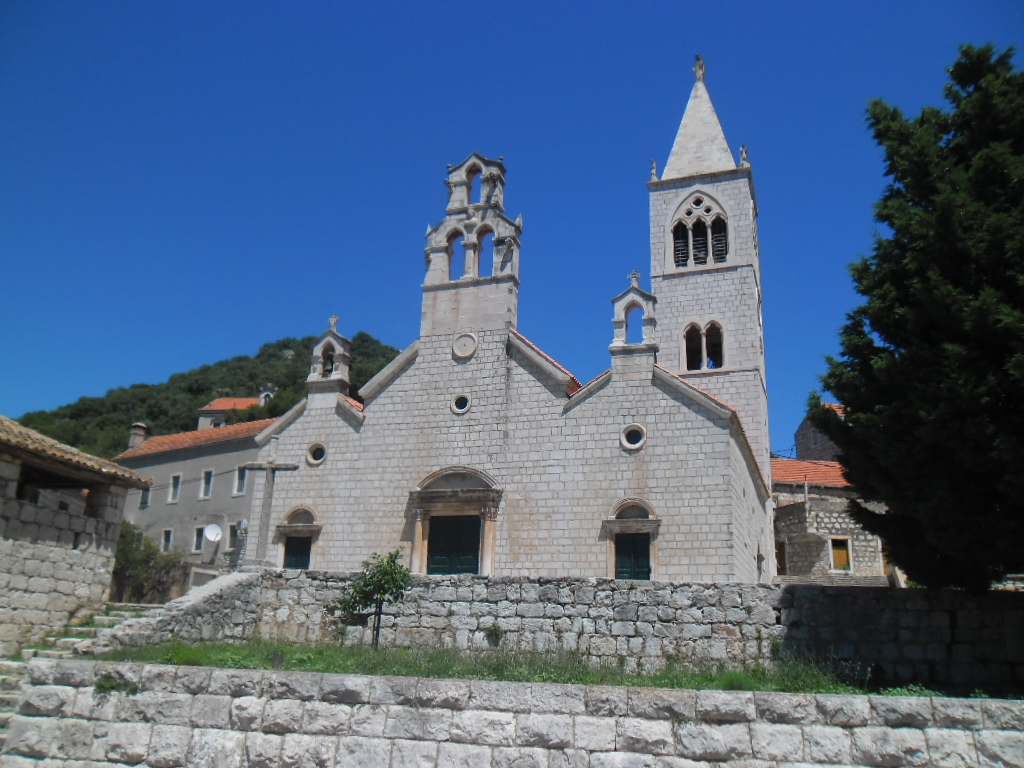
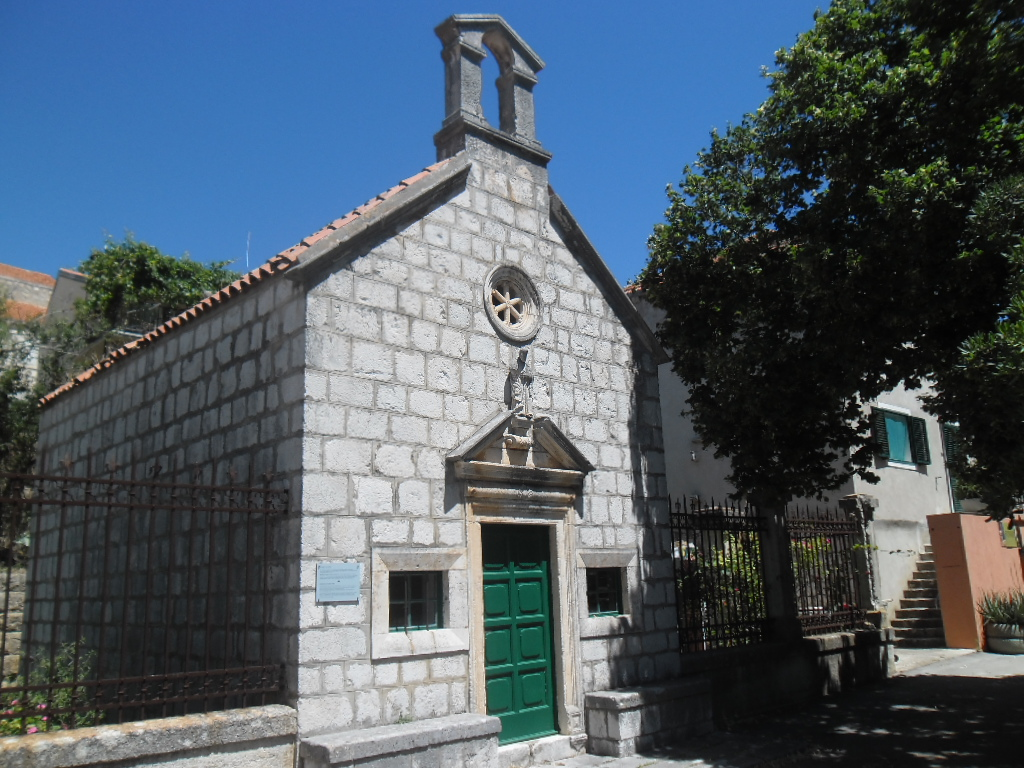
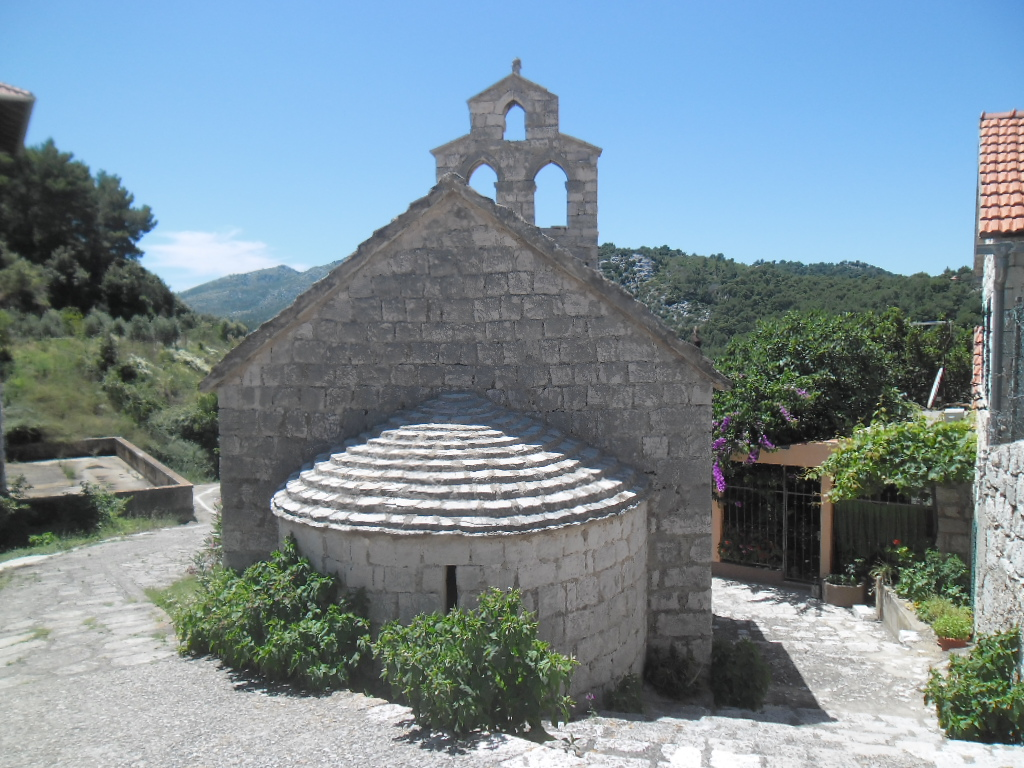
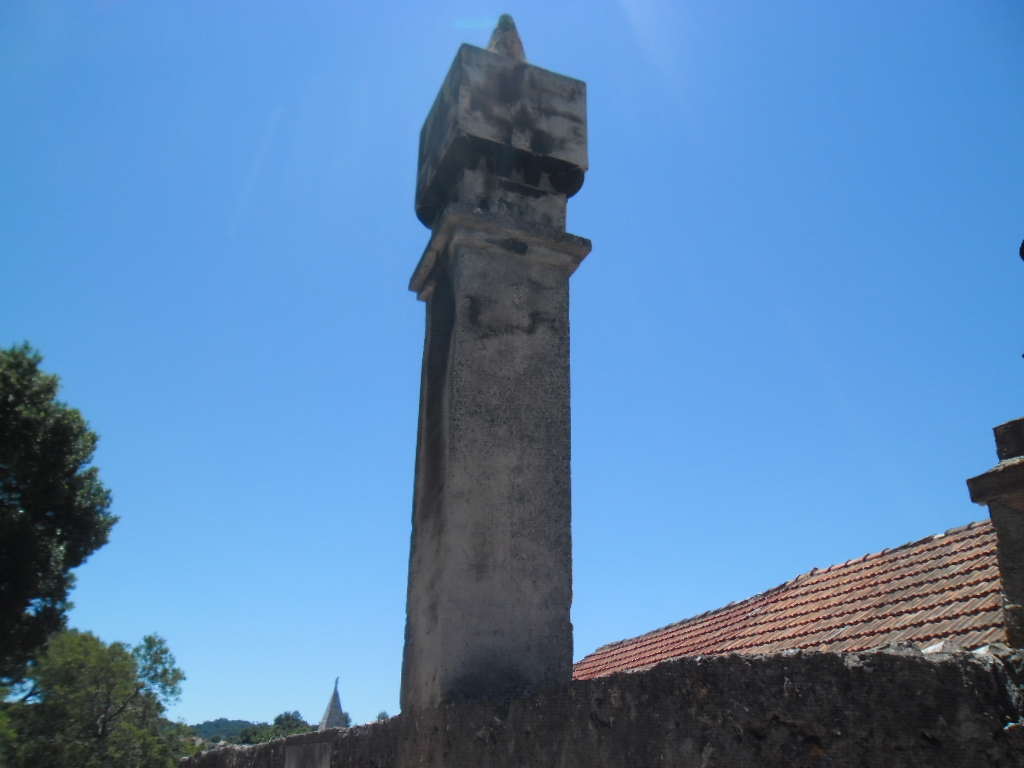